# Stuyahok River (Mulchatna River)
Der Stuyahok River ist ein etwa 120 Kilometer langer linker Nebenfluss des Mulchatna Rivers im Südwesten des US-Bundesstaats Alaska.

## Verlauf
Sein Quellgebiet befindet sich in einer Hügelkette 25 Kilometer nördlich des Iliamna Lake auf einer Höhe von 350 m. Der Stuyahok River fließt anfangs in einem engen Bogen nach Südosten, dann nach Südwesten und schließlich nach Westen. Im Unterlauf strömt er in nordnordwestlicher Richtung zum Mulchatna River, in den er 55 Kilometer nordöstlich von New Stuyahok mündet. Im Unterlauf, auf den unteren 45 Kilometern, weist der Fluss zahlreiche Flussschlingen und Altarme auf. Der Fluss spaltet sich immer wieder in zwei Flussarme, die sich später wieder vereinigen.
Das etwa 710 km² große Einzugsgebiet erreicht Höhen von lediglich 750 m und ist frei von Gletschern. Entsprechend treten die maximalen monatlichen Abflüsse schon im Mai auf. Der mittlere Abfluss in Mündungsnähe beträgt 14 m³/s.